# Agassac
Agassac – miejscowość i gmina we Francji, w regionie Oksytania, w departamencie Górna Garonna.
Według danych na rok 1990 gminę zamieszkiwało 130 osób, a gęstość zaludnienia wynosiła 14 osób/km² (wśród 3020 gmin regionu Midi-Pireneje Agassac plasuje się na 933. miejscu pod względem liczby ludności, natomiast pod względem powierzchni na miejscu 1144.).